# Морковщино
Морковщино — деревня в Киреевском районе Тульской области России.
В рамках административно-территориального устройства входит в Быковский сельский округ Киреевского района, в рамках организации местного самоуправления входит в сельское поселение Дедиловское.

## География
Деревня расположена на правом берегу реки Шиворони, в 11 км к северо-западу от города Киреевска.

## История
Деревня Морковщино обозначена на карте Тульской губернии из атласа Вильбрехта, изданном в 1800 году. В XIX веке деревня входила в состав Крапивенского уезда Тульской губернии. Согласно переписи, проведённой в 1857 году, в деревне проживало 222 человека.
До 1974 года в деревне Морковщино находилась братская могила, в которой были захоронены советские солдаты, погибшие в годы Великой Отечественной войны. В декабре 1974 г. было проведено перезахоронение останков в мемориальном комплексе «Курган бессмертия», расположенном на восточной окраине деревни Быковка Киреевского района Тульской области.
В 80—90 годы XX века население деревни неуклонно сокращалось, так как молодёжь уезжала в Тулу и другие города.

## Население
| 2010 |
| ---- |
| 27   |